# Кримп, Мартин

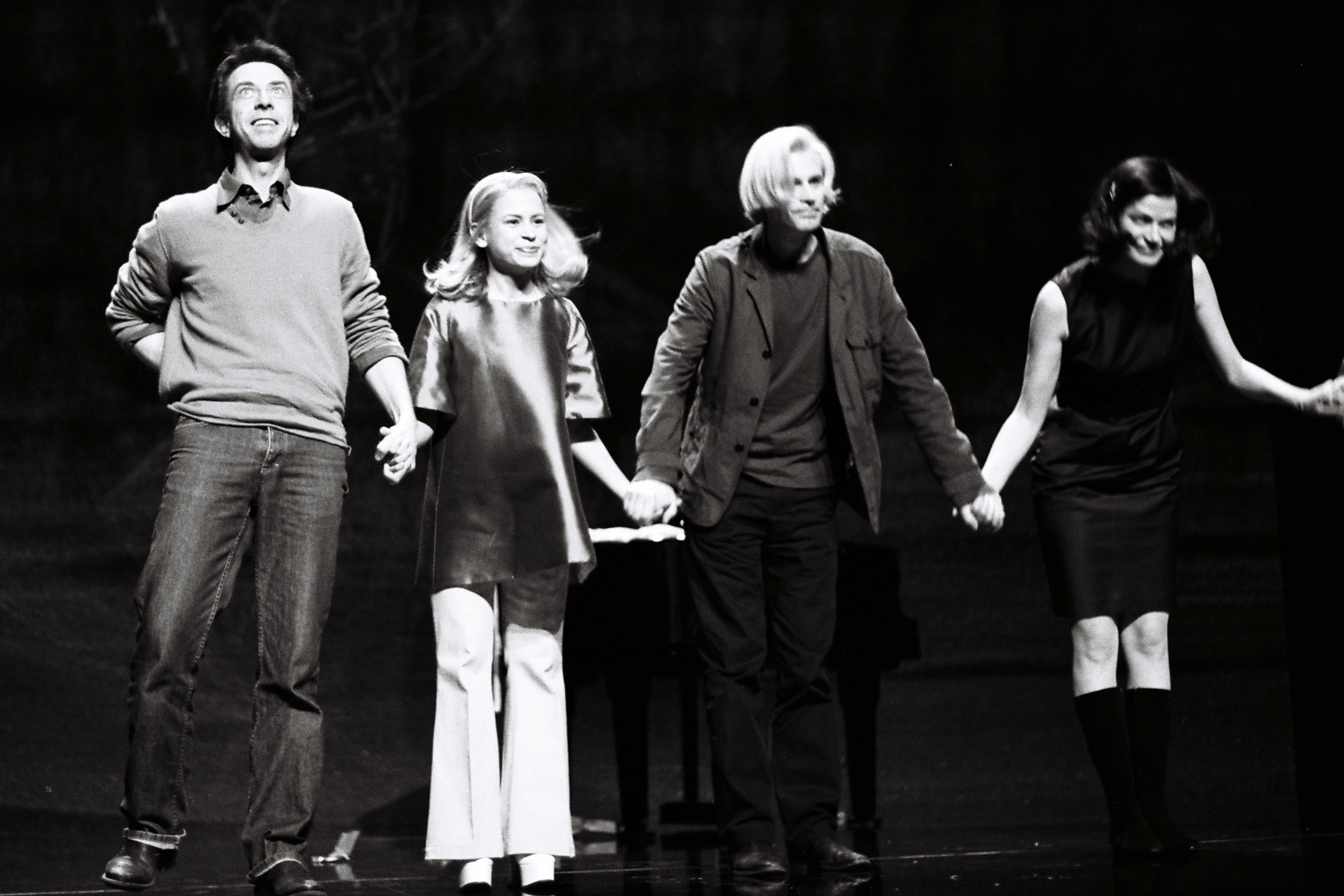
После спектакля Город в парижском театре Аббесс, 2009

Ма́ртин Кримп (англ. Martin Andrew Crimp; род. 14 февраля 1956, Дартфорд, Кент) — английский драматург и переводчик, один из наиболее востребованных представителей «постдраматического театра».

## Биография
Сын железнодорожного инженера. Учился в колледжах Лондона и Йоркшира. Закончил Кембриджский университет (1978), где на студенческой сцене была поставлена его пьеса Лязг (англ. Clang). Затем его пьесы начал ставить Orange Tree Theatre в Ричмонде, а с 1990 — столичный театр Ройал-Корт, где он в 1997 стал приглашенным драматургом.

## Творческая манера
Пьесы Кримпа, в основе которых, как правило, акты насилия, нередко причисляют к влиятельному направлению театр прямо в лицо (англ.  in-yer-face-theatre), хотя сам автор не соглашается с таким определением.

## Произведения
- Любовные игры/ Love Games (пост. 1982, в соавторстве)
- Living Remains (1982)
- Four Attempted Acts (1984)
- A Variety of Death-Defying Acts (1985)
- Definitely the Bahamas, A Kind of Arden, The Spanish Girls (1987)
- Dealing with Clair (1988)
- Пьеса с повторами/ Play with Repeats (1989)
- No One Sees the Video (1990)
- Getting Attention (1991)
- The Treatment (1993)
- Attempts on Her Life (1997)
- Деревня/ The Country (2000)
- Лицом к стене/ Face to the Wall (2002)
- Жестокий и нежный/ Cruel and Tender (2004)
- Fewer Emergencies (2005)
- Город/ The City (2008)

Помимо собственных драм, известен также своими переводами и переделками пьес Мольера (Мизантроп), Мариво (Триумф любви, Мнимая служанка), Чехова (Чайка), Ионеско (Стулья, Носорог), Жене (Служанки), Кольтеса (Роберто Зукко) и др. Несколько раз выступал как киносценарист (Ангел Франсуа Озона и др.).

## Признание
Драмы Кримпа активно переводятся на французский, немецкий, нидерландский и другие языки, идут на многих сценах мира.